# Pseudosymploce schistopyga
Pseudosymploce schistopyga är en kackerlacksart som beskrevs av Rehn, J. A. G. och Morgan Hebard 1927. Pseudosymploce schistopyga ingår i släktet Pseudosymploce och familjen småkackerlackor.
Artens utbredningsområde är Jamaica. Inga underarter finns listade i Catalogue of Life.